# Marek Kurcjusz
Marek Kurcjusz (łac. Marcus Curtius) – postać legendarna; młodzieniec rzymski, który poniósł bohaterską śmierć dla dobra swej ojczyzny; bohater jednego z podań przekazanych przez Tytusa Liwiusza. 
Zgodnie z legendą w 362 p.n.e. na Forum Romanum miała otworzyć się głęboka przepaść. Zdaniem kapłanów zwiastowało to wielkie niebezpieczeństwo. Jedynym sposobem na uratowanie miasta miało być pogrążenie w otchłani tego, co Rzym miał najcenniejsze. Mieszkańcy próbowali wrzucać do niej wiele cennych przedmiotów, jednak otchłań pozostawała otwarta. Kurcjusz, słysząc wyjaśnienia kapłanów, postanowił poświęcić to, co uważał za najcenniejsze – swą odwagę i siłę rzymskiego żołnierza. Okryty zbroją, razem ze swoim rumakiem rzucił się w otchłań, która natychmiast się za nim zamknęła.
Najprawdopodobniej legenda (jak i postać Marka Kurcjusza) została wymyślona. Była jednym z kilku podań wyjaśniających powstanie studni (sadzawki) o nazwie Lacus Curtius znajdującej się na Forum Romanum.

## Bibliografia

Marek Kurcjusz
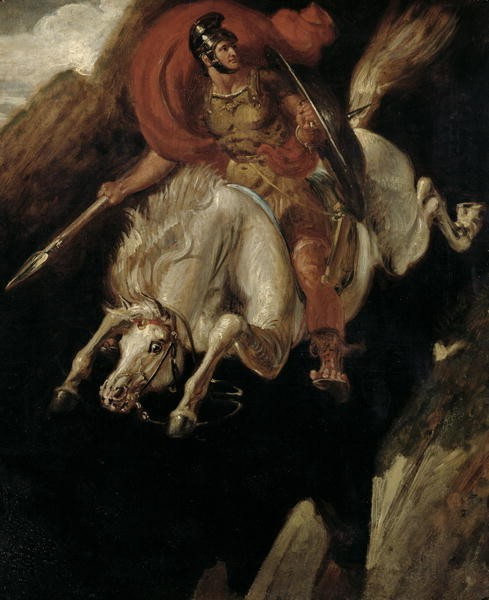
Marek Kurcjusz - Benjamin Haydon (1786–1846)
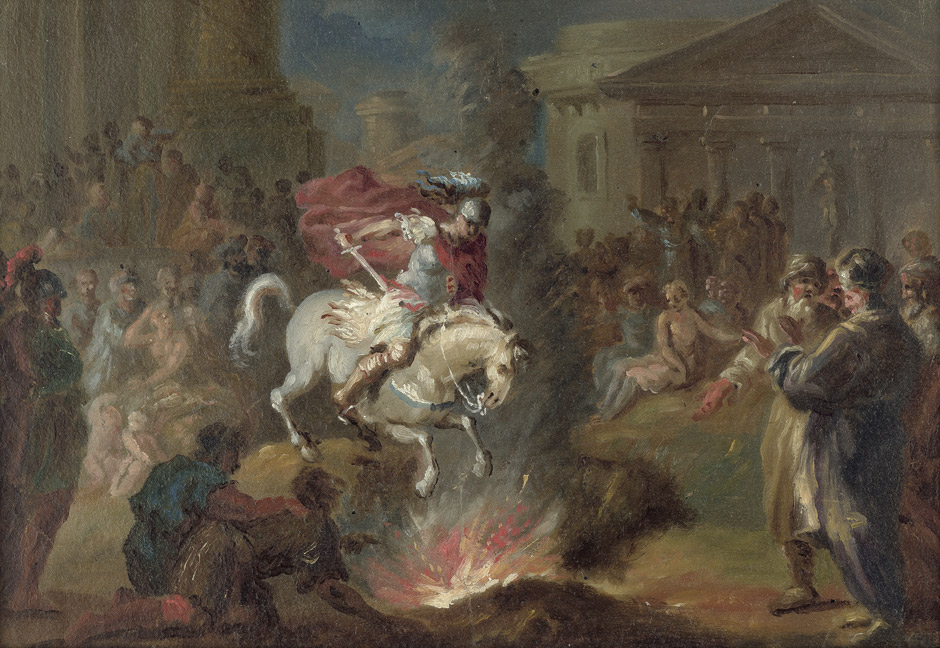
Skok Marka Kurcjusza w przepaść - Martin Johann Schmidt (1718–1801)
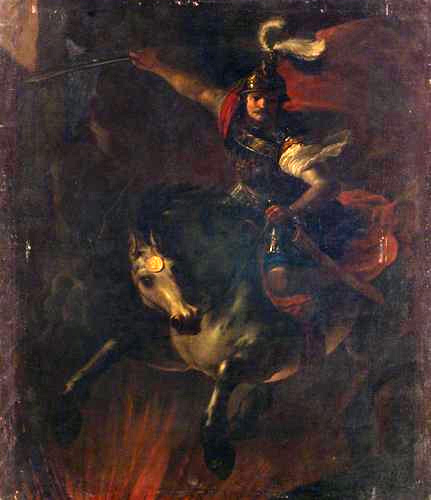
Ofiarna śmierć Marka Kurcjusza - Johann Heinrich Schönfeld (1655)
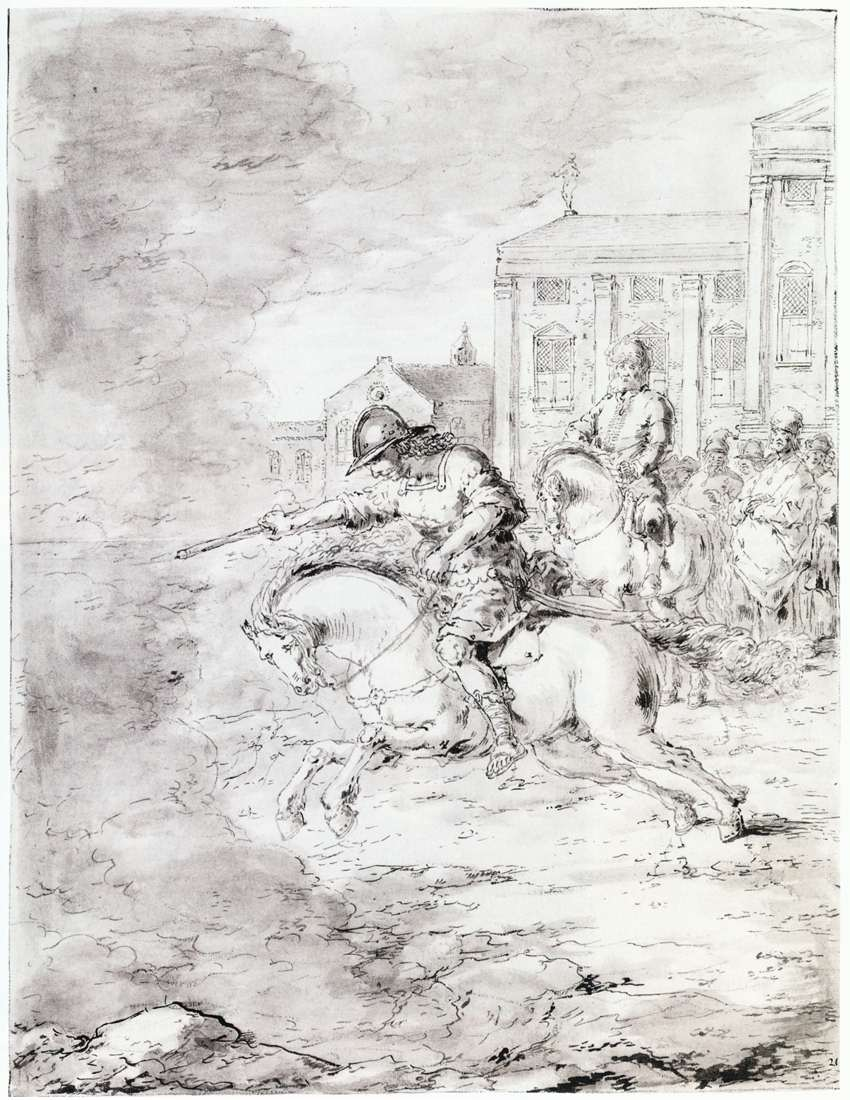
Marek Kurcjusz skaczący w otchłań na koniu - Leonaert Bramer (1657/1659)
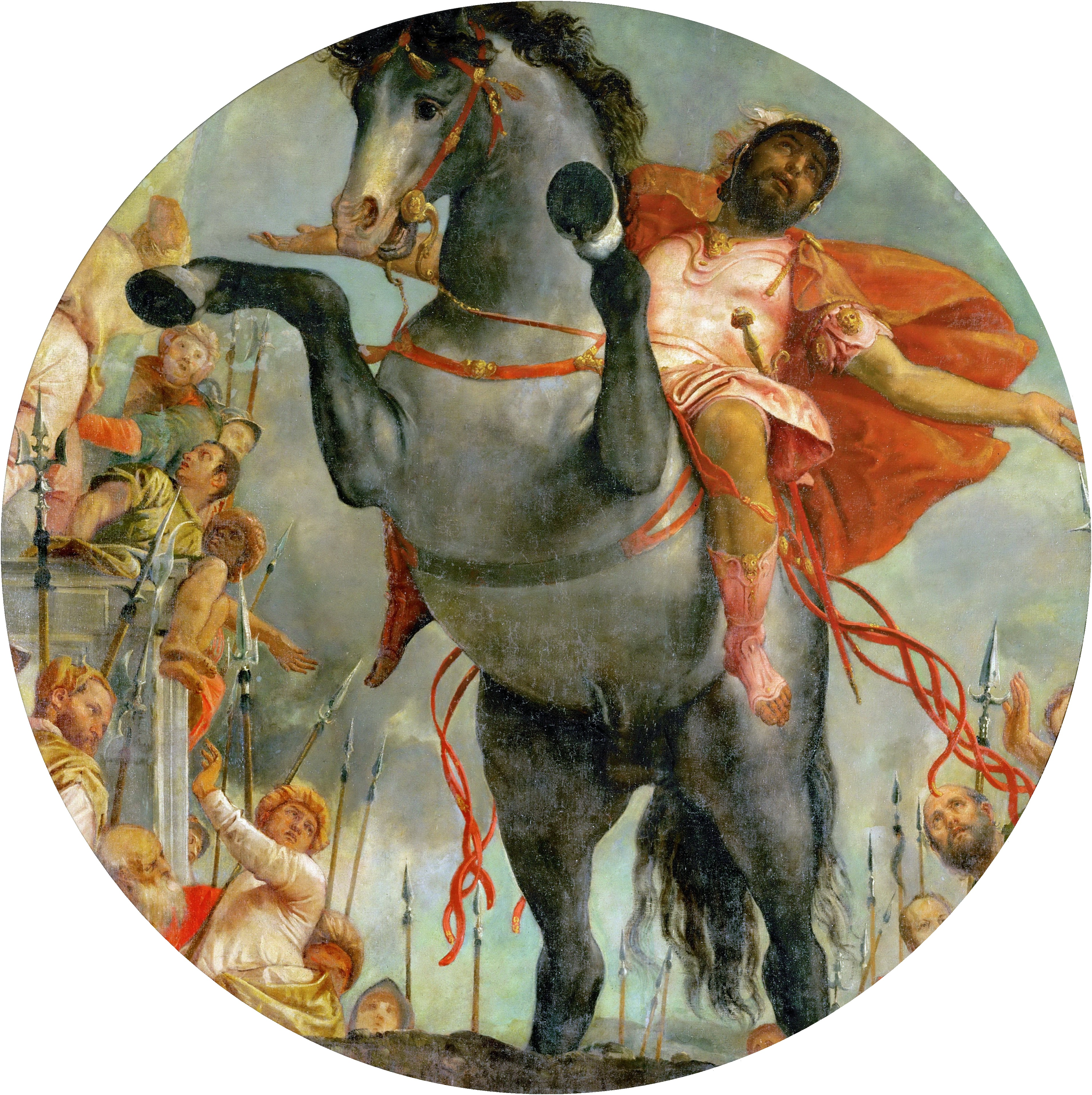
Ofiarna śmierć Marka Kurcjusza - Paolo Veronese, (1550/1552)
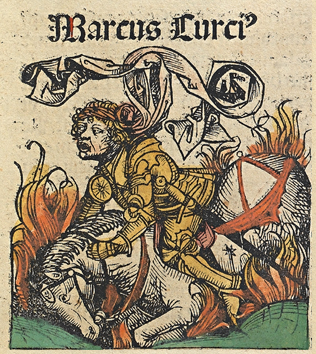
Marek Kurcjusz (ilustracja z Kroniki norymberskiej (1491/1493)
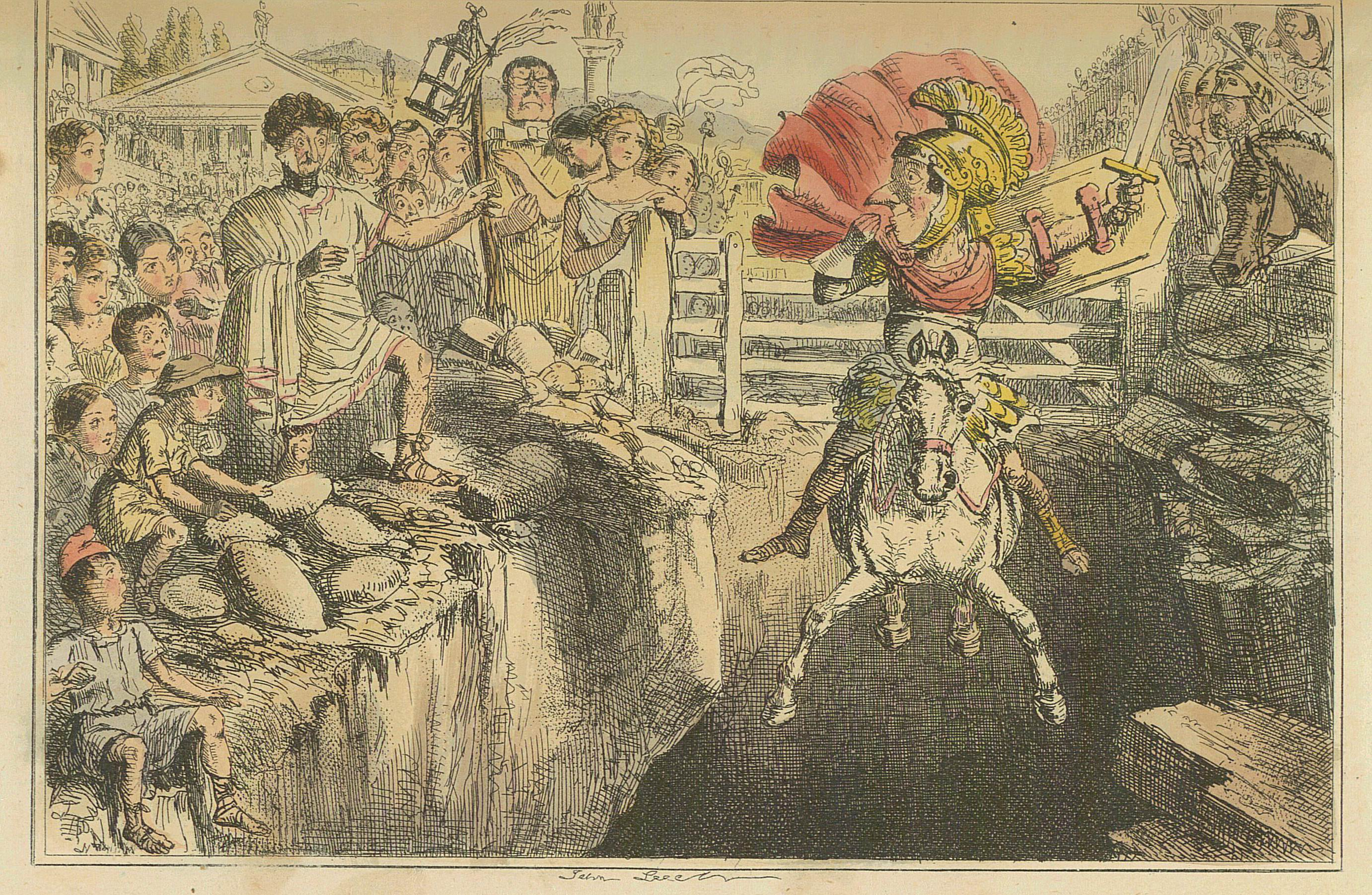
Karykatura Marka Kurcjusza - John Leech, Comic History of Rome (1850/1852)
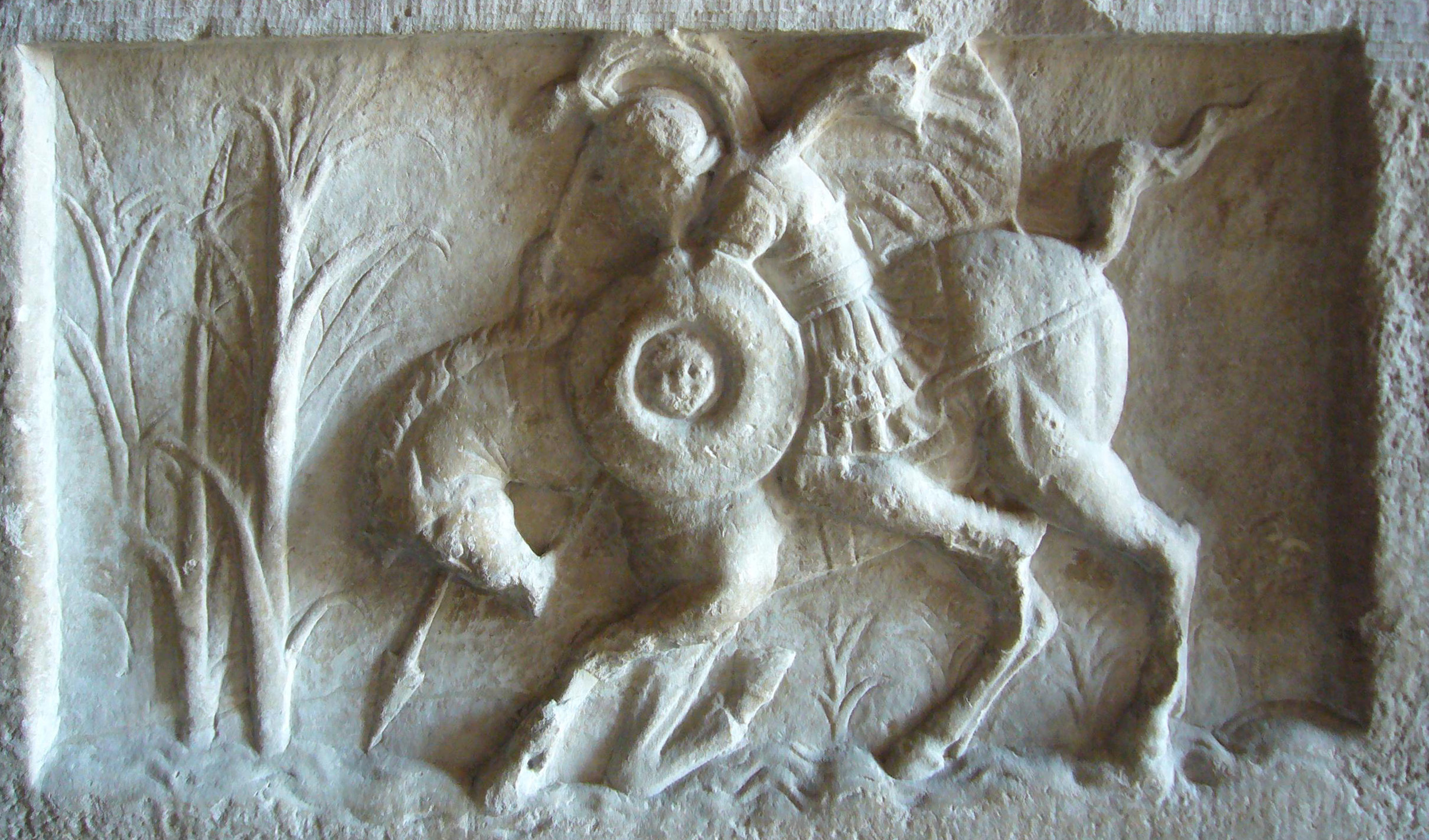
Marmurowa płaskorzeźba znaleziona w 1553 w pobliżu Kolumny Fokasa przedstawiająca Marka Kurcjusza wpadającego w przepaść.
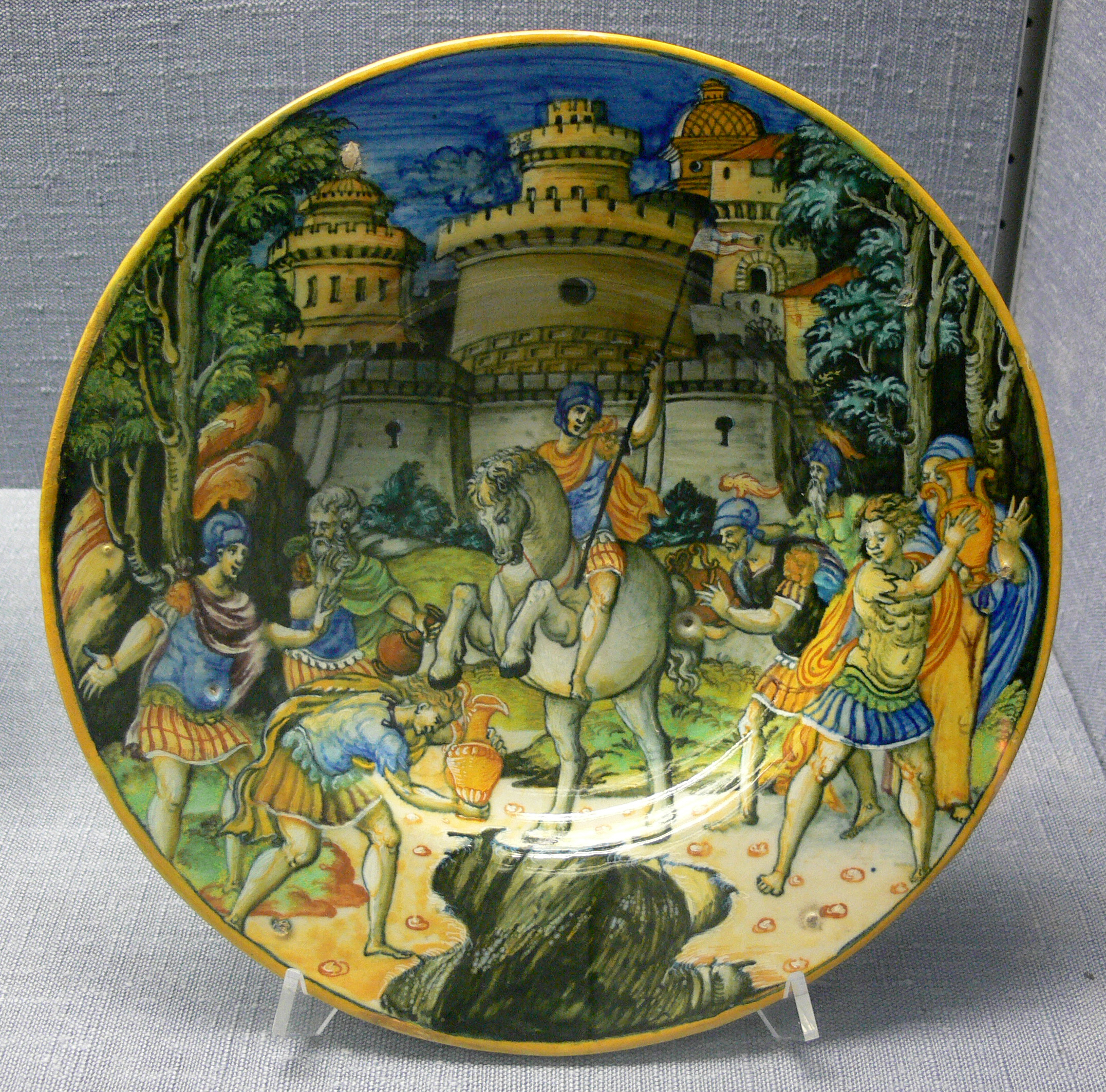
Majolika z Urbino przedstawiająca ofiarną śmierć Marka Kurcjusza (poł. XVI wieku)
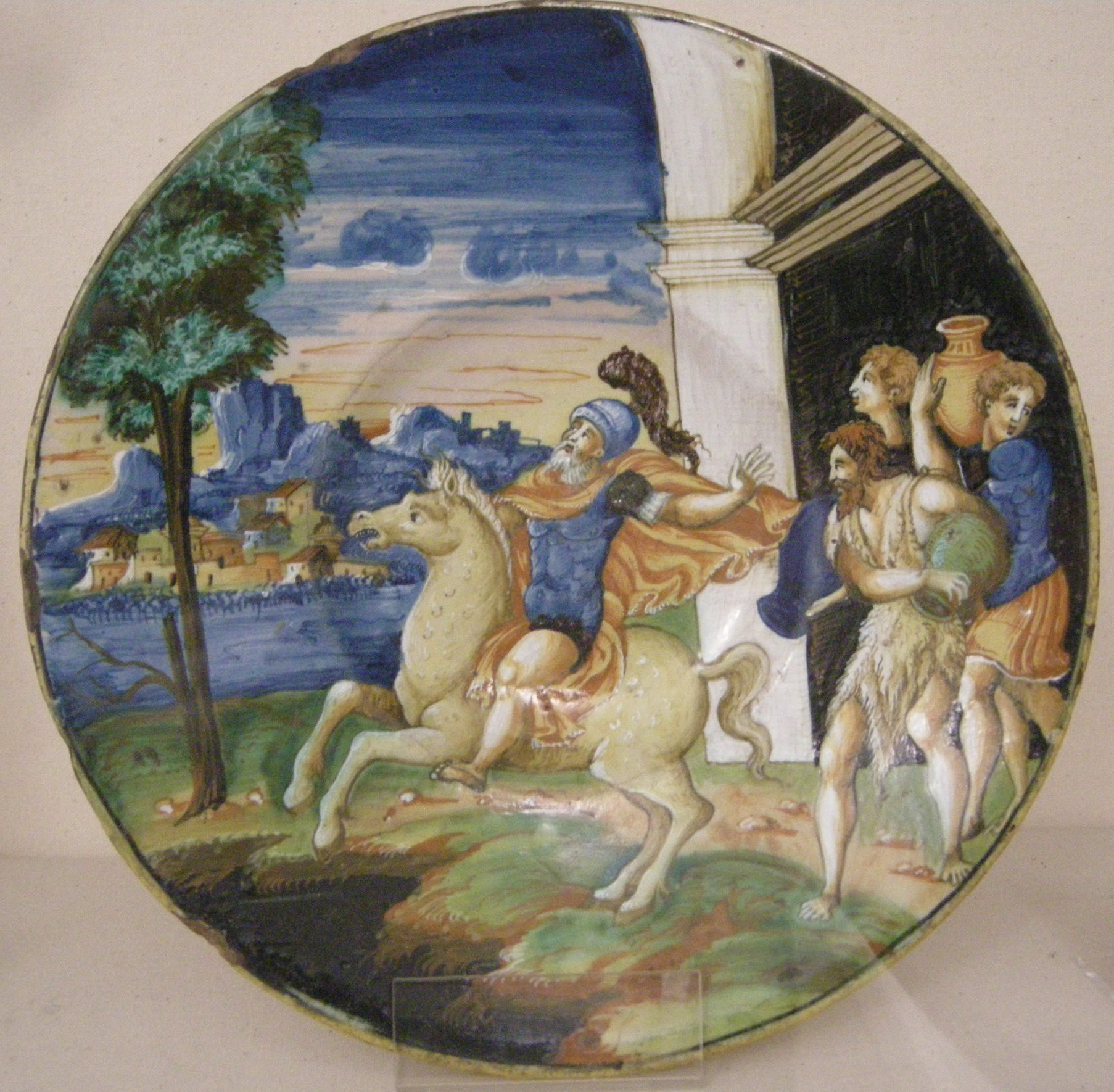
Majolika z Urbino Marek Kurcjusz rzuca się w otchłań (1544)
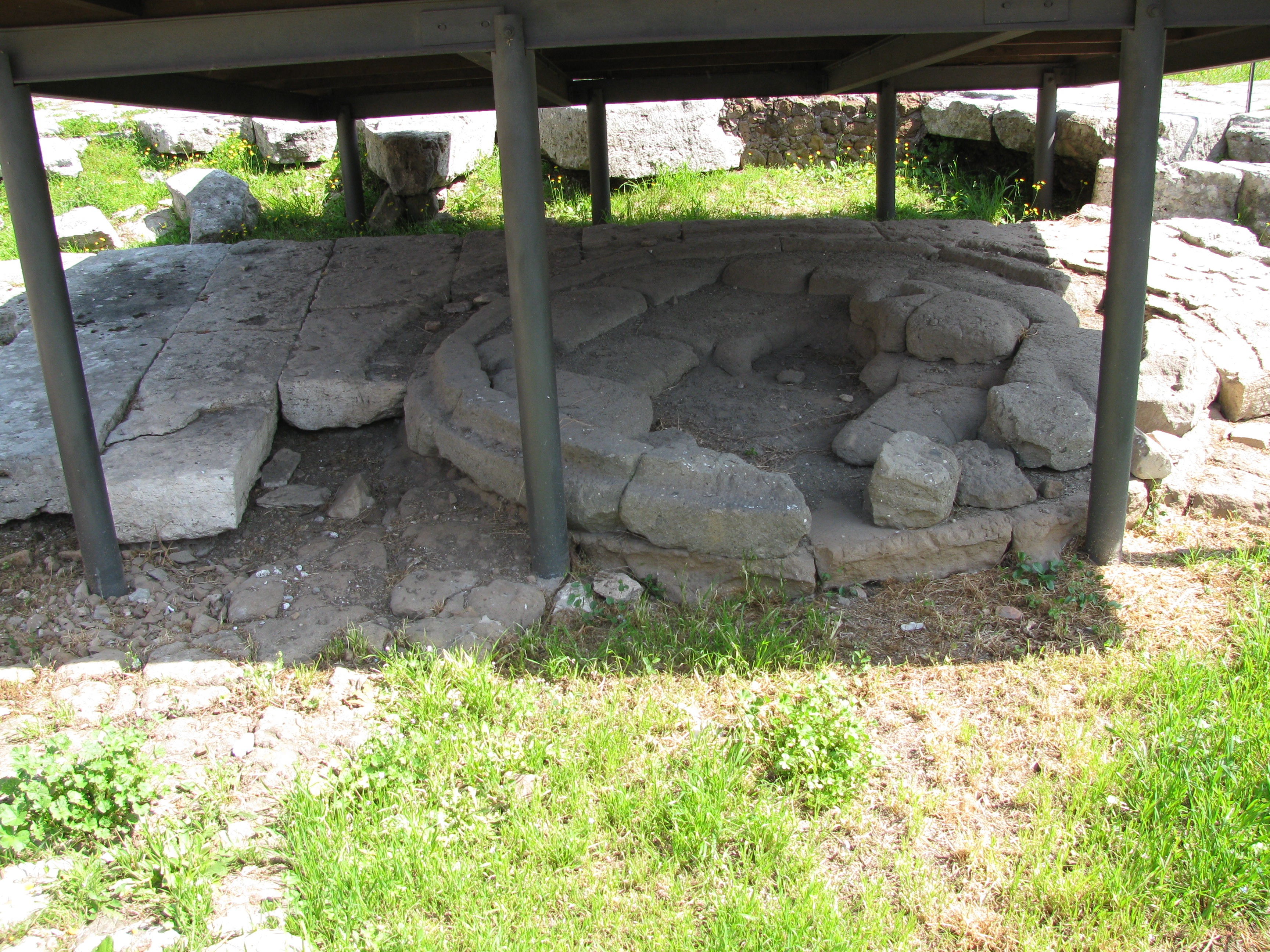
Miejsce upamiętniające Lacus Curtius na Forum Romanum.
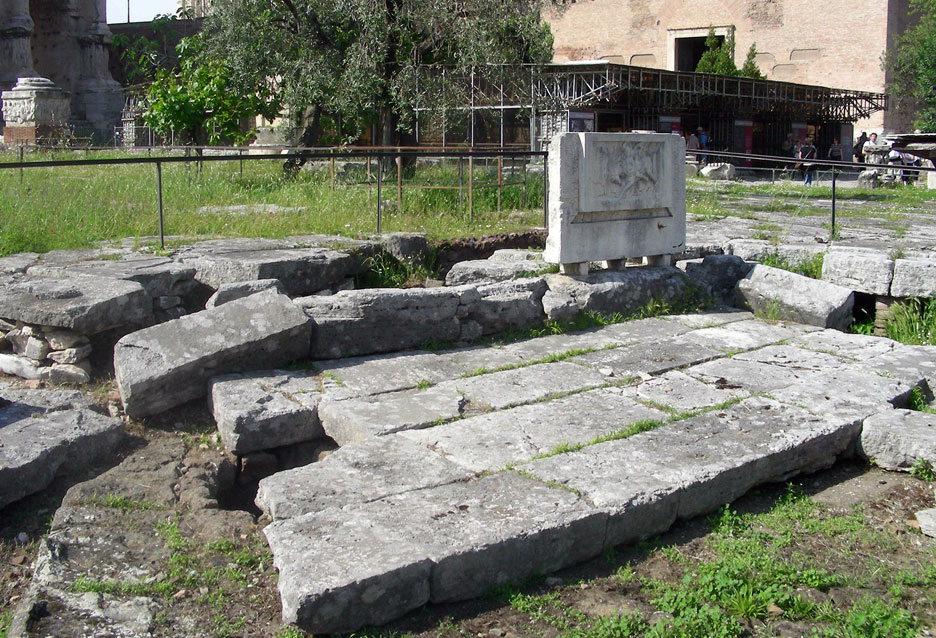
Lacus Curtius na Forum Romanum.